# Alekséi Savrásov
Alekséi Kondrátievich Savrásov (en ruso: Алексе́й Кондра́тьевич Савра́сов) (24 de mayo de 1830 - 8 de octubre de 1897) fue un pintor ruso paisajista y creador del estilo del paisaje lírico.

## Biografía

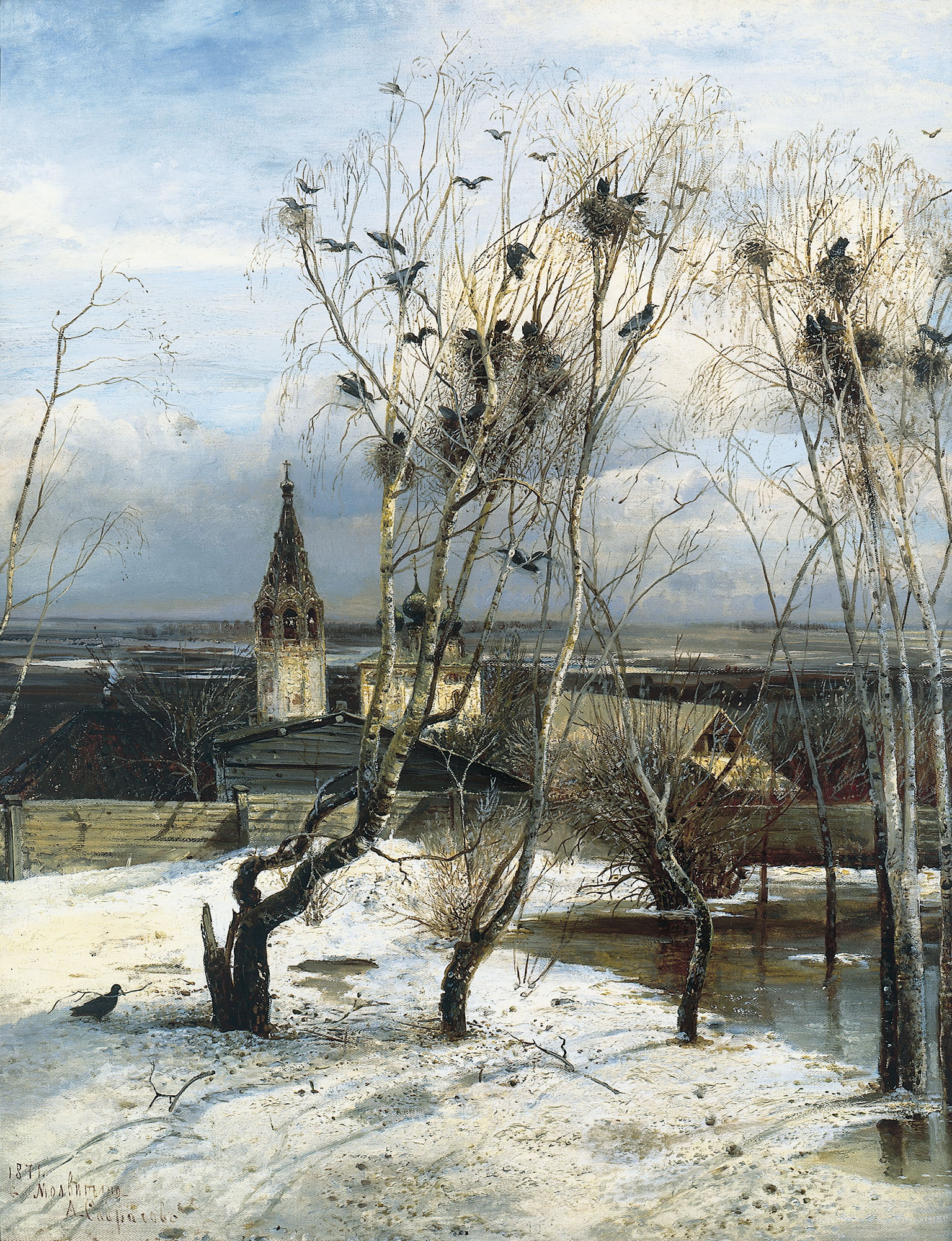
Los grajos han vuelto fue pintado por Savrásov cerca del Monasterio Ipátiev en Kostromá. 1871. Galería Tretiakov.

Alekséi Savrásov nació en la familia de un comerciante. Empezó a dibujar desde muy joven, y en 1838 se enroló como estudiante del profesor Rabus en la Escuela de Moscú de pintura, escultura y arquitectura (de la que se graduó en 1850), e inmediatamente comenzó a especializarse en la pintura de paisajes.
En 1852 viajó a Ucrania. Luego, en 1854, por invitación de la Gran duquesa María Nikoláyevna, presidenta de la Academia Imperial de las Artes, se mudó a San Petersburgo. En 1857, Savrásov se convirtió en maestro de la Escuela de Moscú de pintura, escultura y arquitectura. Sus mejores discípulos, Isaak Levitán y Konstantín Korovin, recordaban a su maestro con gran admiración y gratitud.
En 1857 se casó con Sofía Kárlovna Hertz, hermana de historiador de arte K. Hertz. 
En los años 1860, viajó a Inglaterra a visitar la Exhibición Internacional, y luego a Suiza. En una de sus cartas escribió que ninguna academia en el mundo podía hacer avanzar a un artista más que la presente exhibición mundial. Los pintores que más influyeron en él fueron el pintor británico John Constable y el suizo Alexandre Calame.
Los grajos han vuelto es considerado por muchos críticos como el punto más alto en la carrera artística de Savrásov. Utilizando una temática común, incluso trivial, de pájaros volviendo al hogar, y un paisaje extremadamente simple, Savrásov mostró emocionalmente la transición de la naturaleza del invierno a la primavera. Era un nuevo tipo de pintura lírica del paisaje, llamado más adelante por los críticos el paisaje del humor. Esta pintura lo hizo famoso.
En 1870, se convirtió en miembro del grupo Peredvízhniki, rompiendo así con el arte académico patrocinado por el gobierno.
En 1871, tras la muerte de su hija, hubo una crisis en su arte. La desgracia en su vida personal y, posiblemente, la insatisfacción con su carrera artística fueron las razones por las que se convirtió en un alcohólico. Todos los intentos de sus parientes y amigos de ayudarle fueron en vano.
Durante los últimos años de su vida, Savrásov fue muy pobre. Únicamente el portero de la Escuela de Moscú de pintura, escultura y arquitectura, y Pável Tretiakov, fundador de la Galería Tretiakov, estuvieron presentes en su funeral, en 1897.[cita requerida]

## Galería

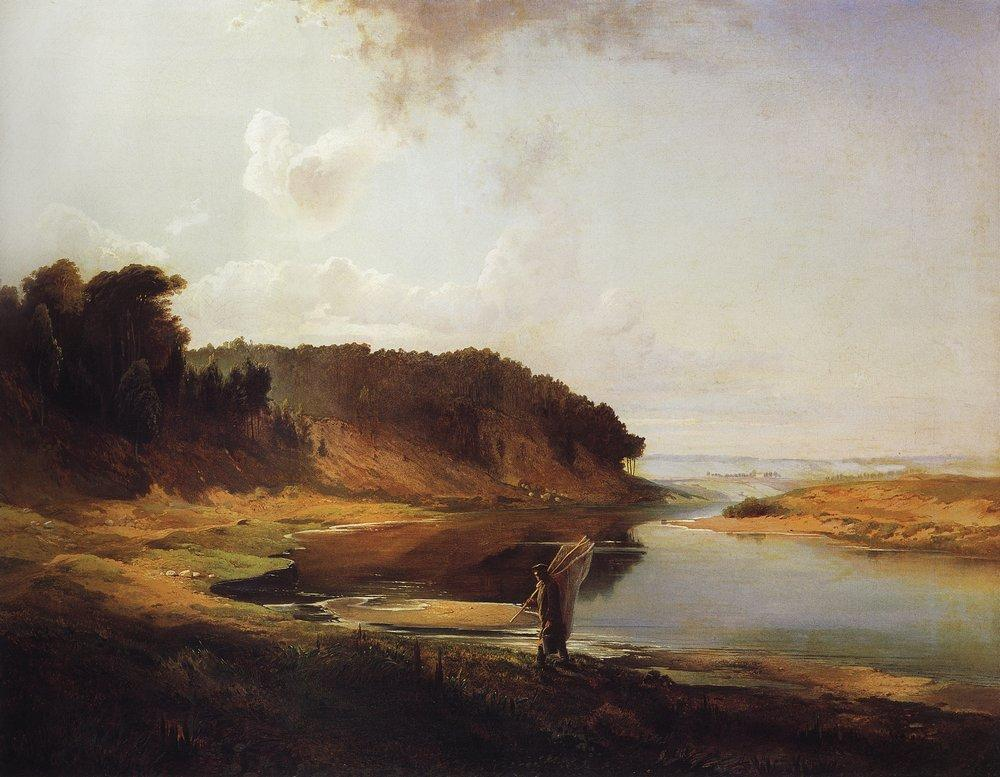
Río y pescador. 1859. Museo Letón de las Artes.
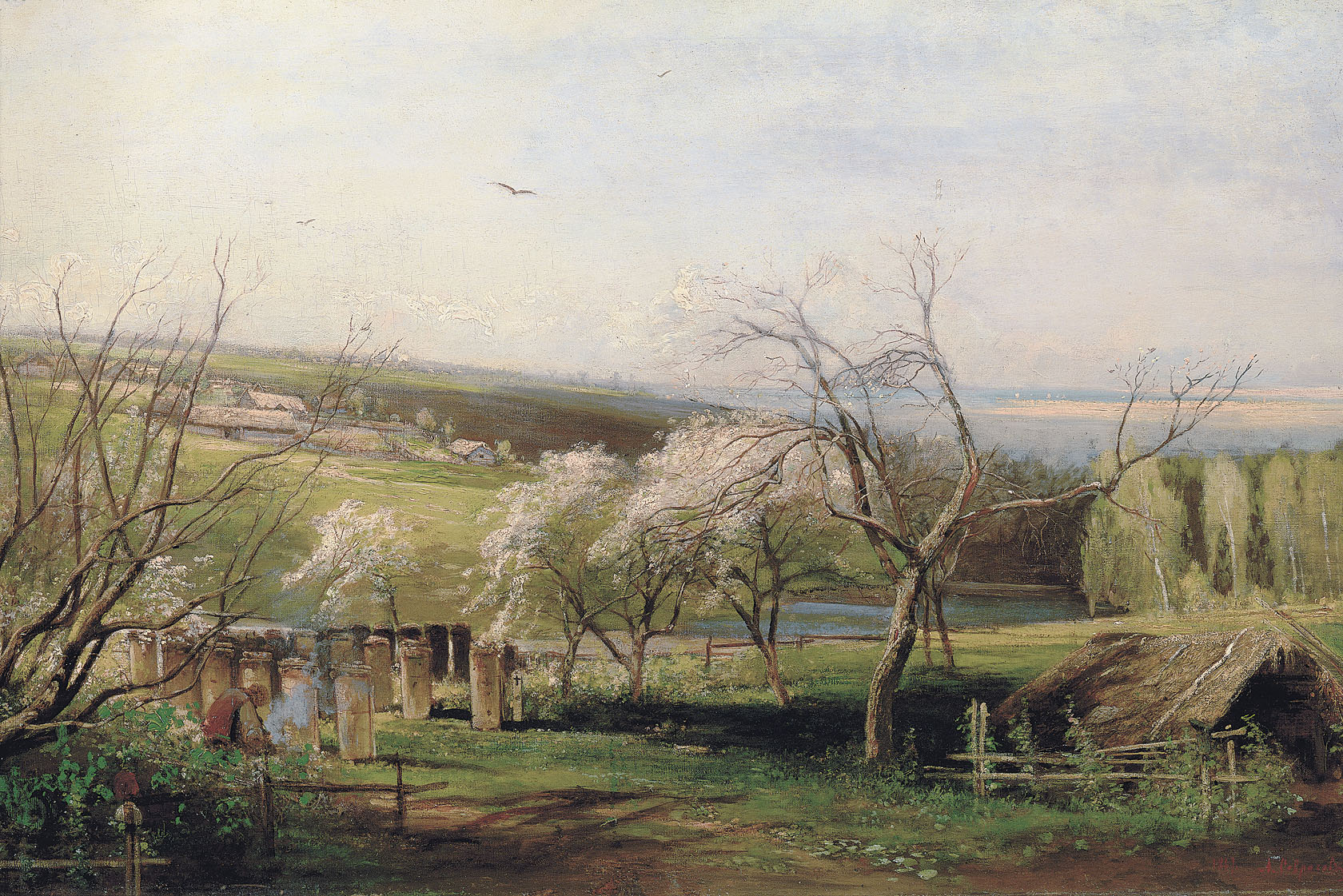
Paisaje campestre. 1867. Galería Tretiakov.
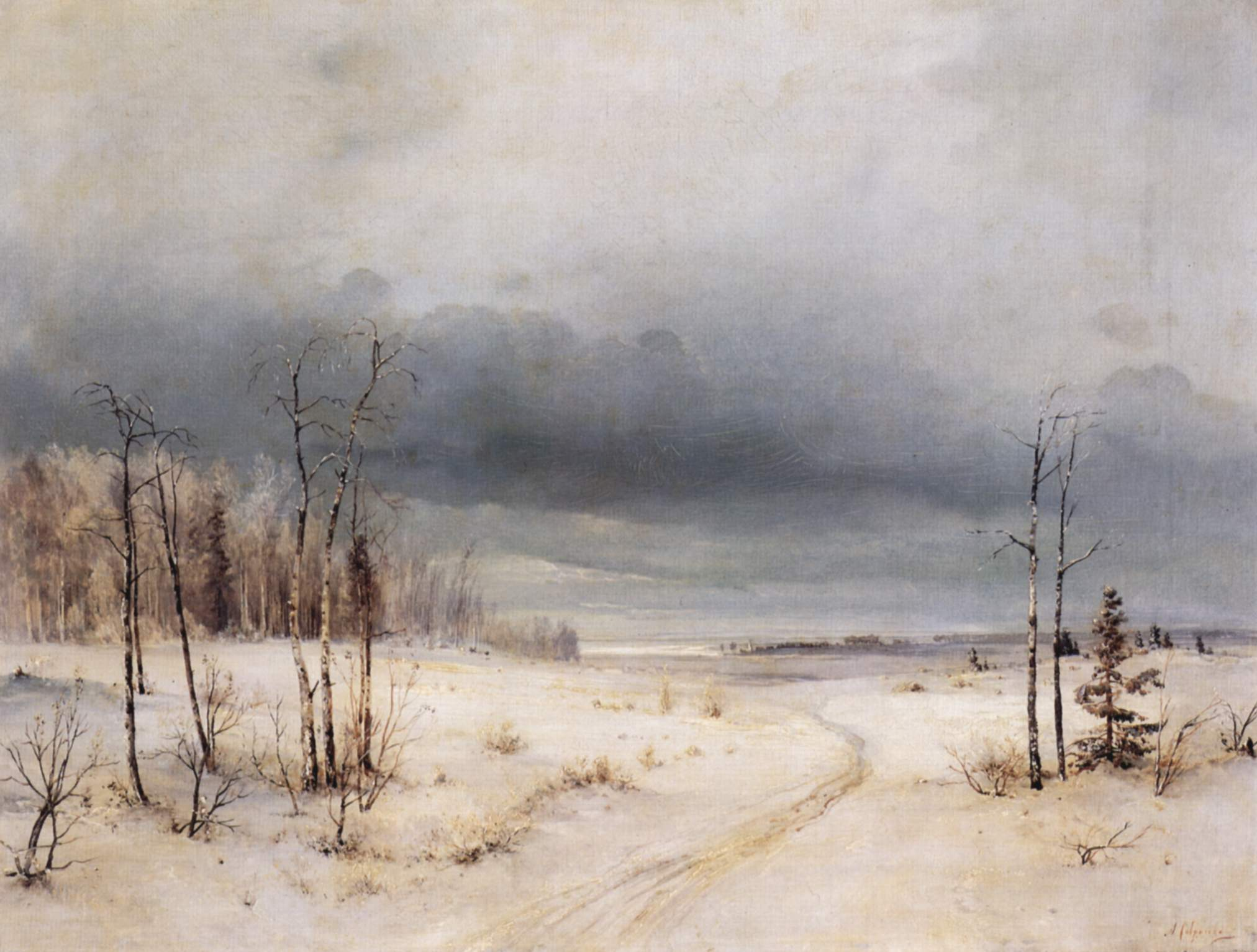
Invierno. Circa 1870. Museo Estatal Ruso.
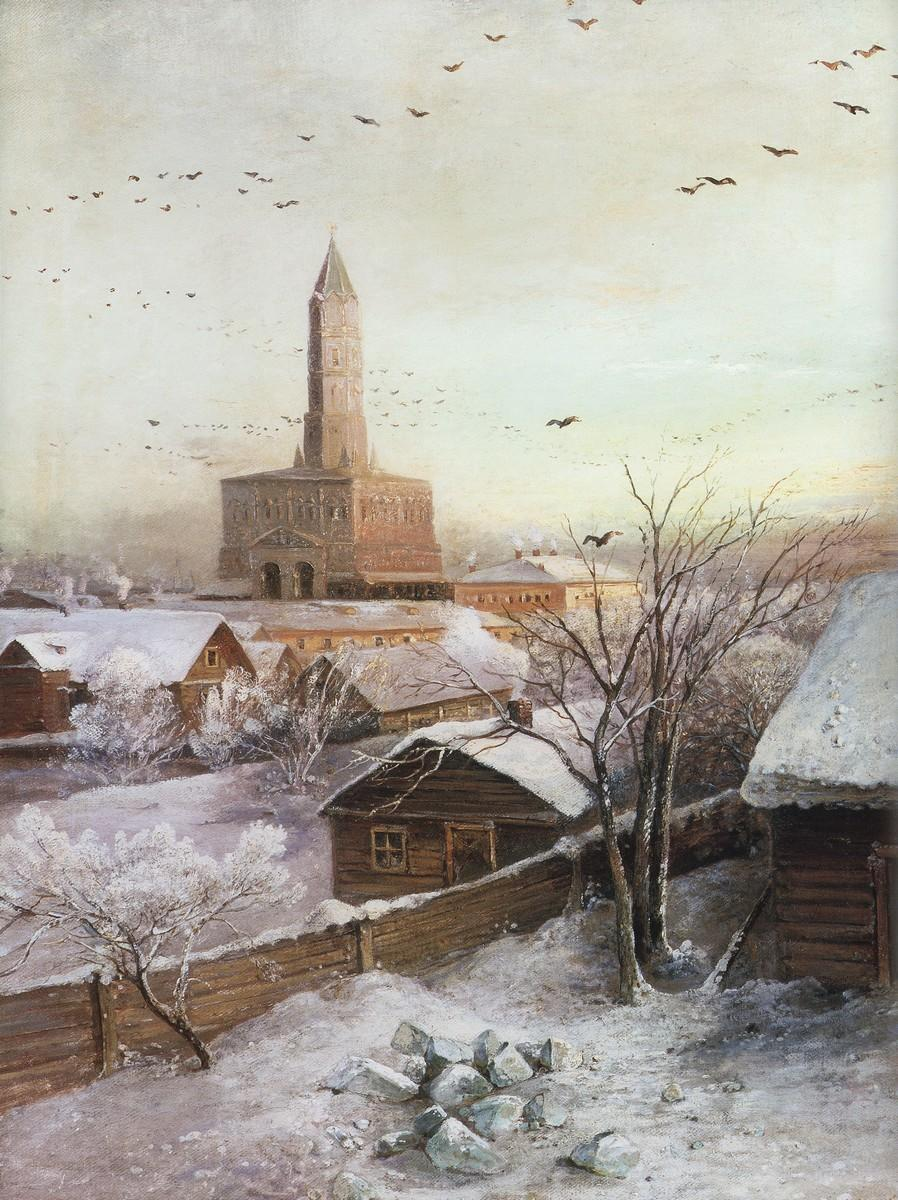
Torre Sújarev. 1872. Museo Estatal de Historia de Moscú.

## Enlaces externos

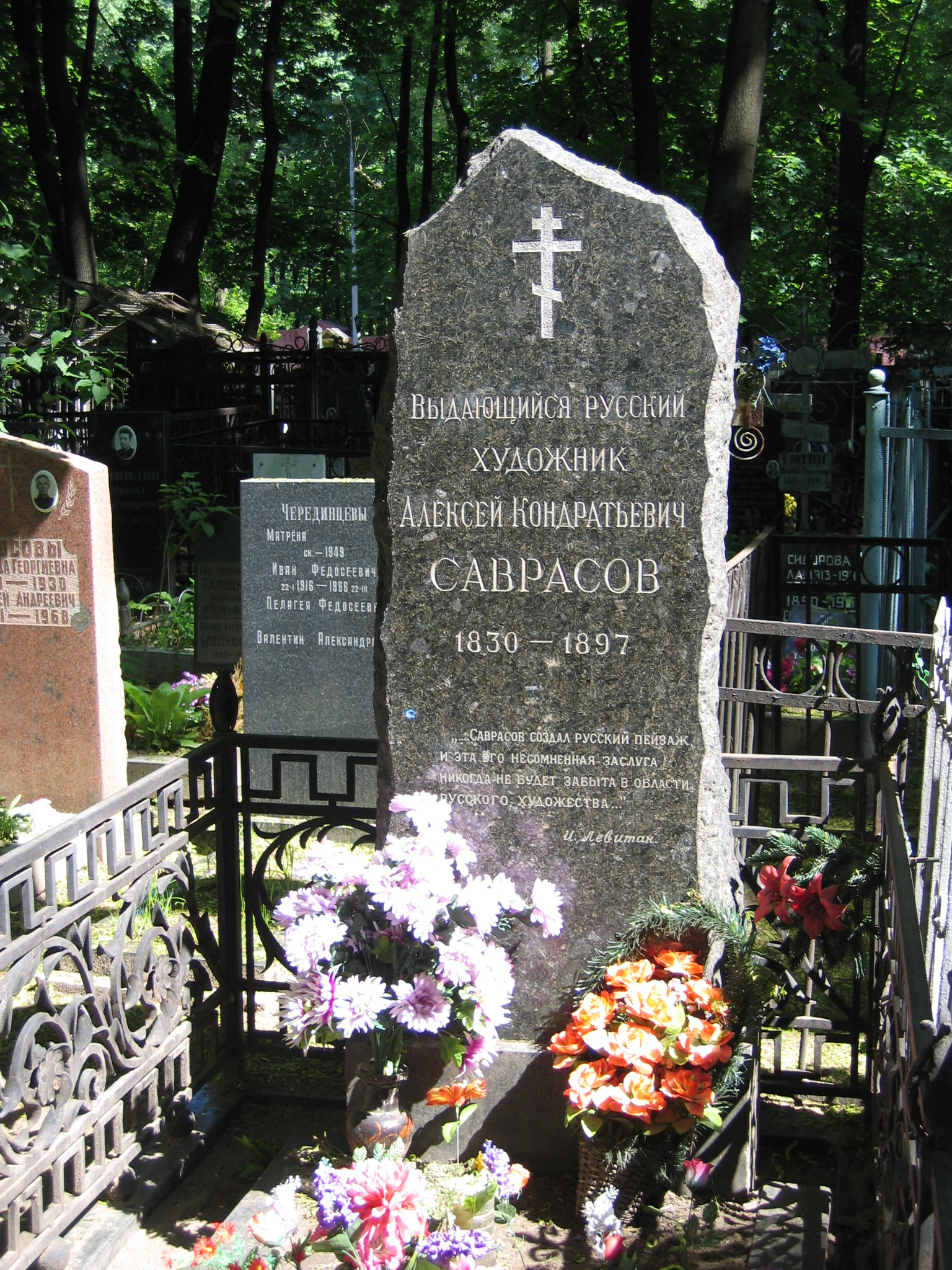
Tumba de Savrásov en el cementerio Vagánkovskoie de Moscú.